# KFC Damme
KFC Damme is een Belgische voetbalploeg die is ontstaan uit een fusie tussen SVV Damme en KFC Moerkerke. De ploeg werd opgericht in 2020 met als stamnummer 4861 van Moerkerke.
De huisvesting van KFC Damme bevindt zich in Sijsele en Moerkerke, waar de thuiswedstrijden gespeeld worden. KFC Damme beschikt ook over een kern aan jeugdspelers: vanaf U6 tot U17.
KFC Damme speelde in de 3e provinciaal, maar degradeerde in het seizoen 2022-2023 en speelde daarom in 2023-2024 in 4de provinciaal B West-Vlaanderen. Het tenue is in de kleuren zwart en wit.
In maart 2023 zette KFC Damme vijf spelers aan de deur na een vechtpartij die ontstond toen de vader van twee spelers van KFC Damme de scheidsrechter aanviel.
De voorzitter van KFC Damme is Vincent Goemaere, die het op 11 december 2023 overnam van Filip Babylon.

## Resultaten
| Seizoen           | Klasse | Klasse | Klasse | Klasse | Klasse | Klasse | Klasse | Klasse | Klasse | Reeks                                                    | Punten                                                   | Opmerkingen                                              |
|                   | 1A     | 1B     | 1Am    | 2Am    | 3Am    | P.I    | P.II   | P.III  | P.IV   | Vanaf 2016-17 zijn er 3 nationale en 2 regionale niveaus | Vanaf 2016-17 zijn er 3 nationale en 2 regionale niveaus | Vanaf 2016-17 zijn er 3 nationale en 2 regionale niveaus |
| ----------------- | ------ | ------ | ------ | ------ | ------ | ------ | ------ | ------ | ------ | -------------------------------------------------------- | -------------------------------------------------------- | -------------------------------------------------------- |
| Als KFC Moerkerke |        |        |        |        |        |        |        |        |        |                                                          |                                                          |                                                          |
| 2016/17           |        |        |        |        |        |        |        | 8      |        | 3de prov. W-Vl B                                         | 41                                                       | [ 5 ]                                                    |
| 2017/18           |        |        |        |        |        |        |        | 10     |        | 3de prov. W-Vl B                                         | 39                                                       |                                                          |
| 2018/19           |        |        |        |        |        |        |        | 13     |        | 3de prov. W-Vl B                                         | 37                                                       |                                                          |
| 2019/20           |        |        |        |        |        |        |        | 12     |        | 3de prov. W-Vl B                                         | 26                                                       |                                                          |
| Als KFC Damme     |        |        |        |        |        |        |        |        |        |                                                          |                                                          |                                                          |
| 2020/21           |        |        |        |        |        |        |        | -      |        | 3de prov. W-Vl B                                         | -                                                        | Seizoen geschrapt wegens Covid-19                        |
| 2021/22           |        |        |        |        |        |        |        | 13     |        | 3de prov. W-Vl B                                         | 23                                                       |                                                          |
| 2022/23           |        |        |        |        |        |        |        | 14     |        | 3de prov. W-Vl A                                         | 16                                                       | Degradatie                                               |
| 2023/24           |        |        |        |        |        |        |        |        | 3      | 4de prov. W-Vl B                                         | 57                                                       |                                                          |
| 2024/25           |        |        |        |        |        |        |        |        | 2      | 4de prov. W-Vl D                                         | 56                                                       |                                                          |
| 2025/26           |        |        |        |        |        |        |        |        |        | 4de prov. W-Vl C                                         |                                                          |                                                          |